# Jerry Yang
Jerry Chih-Yuan Yang (chinês simples: 杨致远; chinês tradicional: 楊致遠; pinyin: Yáng Zhìyuǎn; (Ilha Formosa, 6 de novembro de 1968) é um estadunidense de ascendência chinesa e co-cofundador da empresa Yahoo!, junto com David Filo.